# Mikroprocessor
En mikroprocessor er den elektroniske komponent, der styrer processerne i et logisk elektronisk kredsløb ved afviklingen af maskinkode-instruktioner.
Begrebet mikroprocessor dækker over, at alle CPU-funktioner er sammenbyggede i samme halvlederchip.
De første datamater var opbygget af diskrete komponenter, og de enkelte elementer af datamaten var opbygget særskilt. Disse elementer omfatter f.eks. CPU, microprogramlager, registre m.v.
I 1971 udvikledes verdens første "single chip CPU", Intels 4004. Det var en 4-bit processor med en klokfrekvens på 740 kHz, og 2.300 transistorer.
Set med nutidens øjne er det ikke imponerende, men det var starten på en æra uden sidestykke.
I 2011, 40 år efter starten, er man oppe på 64-bit med en klokfrekvens på 3,4GHz og millioner af transistorer. 